# Вернер Шульц
Вернер Густав Шульц (нім. Werner Gustav Schulz; 22 січня 1950, Цвікау — 9 листопада 2022, Берлін) — німецький політик (Альянс '90/Зелені). З 1990 до 2005 року був депутатом німецького Бундестагу, а з 2009 до 2014 року — членом Європейського парламенту (ЄП). Шульц вважається єдиним борцем за громадянські права зі Східної Німеччини, який постійно перебував у своїй партії.

## Навчання та наукова кар'єра
Вернер Шульц виріс у Цвікау, син незалежного підрядника і колишнього професійного офіцера. Родина Шульца була прихильною до соціал-демократичної політики. З 1964 до 1968 року навчався у середній школі «Кете Кольвіц». Батько заборонив йому вступати до лав піонерів. 1972 року здобув ступінь у галузі досліджень харчових технологій в Берлінському університеті імені Гумбольдтів. З 1974 року працював науковим співробітником цього університету.